# エンビプロ・ホールディングス
株式会社エンビプロ・ホールディングス（英: ENVIPRO HOLDINGS Inc.）は、静岡県富士宮市に本社を置く日本の鉄鋼業の持株会社である。

## 概説
建築廃材等を収集・分別し販売するリサイクル産業が主軸である。他、中古車輸出などを行う。

## 沿革
- 1950年3月 - 佐野マルカ商店（現：株式会社エコネコル）を創業[1]
- 2007年7月 - 株式会社佐野マルカから株式会社エコネコルに商号変更[1]
- 2010年5月 - 持株会社の株式会社エコネコル・ホールディングスを設立
- 2010年7月 - 株式会社エコネコル・ホールディングスから株式会社エンビプロ・ホールディングスに商号変更[1]
- 2013年9月 - 東京証券取引所第二部に株式上場[1]
- 2015年12月 - 株式会社東洋ゴムチップの全株式を取得し子会社化[1]
- 2018年6月 - 東京証券取引所第一部に指定[2]
- 2023年4月 - 日東化工株式会社を子会社化

## グループ会社
- 日東化工株式会社
- 株式会社エコネコル
- 株式会社NEWSCON
- 株式会社3WM
- 株式会社クロダリサイクル
- 株式会社しんえこ
- 株式会社アストコ
- 株式会社東洋ゴムチップ
- 株式会社VOLTA
- 株式会社ブライトイノベーション
- 株式会社アビヅ
- 株式会社富士エコサイクル